# ما خانواده هستیم (فیلم ۲۰۱۰)
ما خانواده هستیم (به هندی: We Are Family) فیلمی محصول سال ۲۰۱۰ و به کارگردانی سیدهارت پی.مالهوترا است. در این فیلم بازیگرانی همچون کاجول، کارینا کاپور، آرجون رامپال ایفای نقش کرده‌اند.
این فیلم با الهام از فیلم نامادری ساخته شده‌است.

## داستان
مایا(کاجول) سه فرزند دارد و چند سال قبل از همسرش امان(آرجون رامپال) جداشده‌است.همچنین امان پس از جدایی قصد دارد تا با دختری به نام شریا(کارینا کاپور) که طراح مد است ازدواج کند. یک روز مایا برای معاینات پزشکی به بیمارستان می‌رود و بچه‌ها را به امان می سپارد، اما امان که کاری برایش پیش آمده است آن‌ها را با شریا تنها می گذارد و بچه‌ها چون حس می‌کنند شریا می‌خواهد با پدرشان ازدواج کند حس خوبی نسبت به او ندارند و مدام بهانه گیری می‌کنند و با او سر ناسازگاری دارند، روز بعد شریا بچه‌ها را باخودش به نمایشگاه مد می برد و آنجا برنده می‌شود و پس از آن همراه با بچه‌ها به خیابان می‌رود وقتی او قصد خرید بستنی برای آن‌ها را دارد، آنجلی که کوچکترین فرزند خانواده است گم می‌شود.پس از پیدا شدن آنجلی، مایا در اداره پلیس امان را تهدید می‌کند و از او می‌خواهد تامانع نزدیکی شریا به بچه‌ها شود.
چندی بعد مایا می فهمد که به سرطان مبتلا شده‌است وقتی موضوع را با امان در میان می گذارد امان تصمیم می گیرد تا این روزهای آخر زندگی مایا را همراه با او فرزندانش بگذراند و بدون اینکه دلیل این کار را به شریا بگوید و به او توضیح دهد او را ترک می‌کند.چندی بعد شریا برای دادن هدایایی که قولش را به بچه‌ها داده است به خانه آن‌ها می‌رود و وقتی متوجه می‌شود آلیا فرزند بزرگ خانواده برای مهمانی بیرون رفته‌است همراه مایا به دنبال او می روند و پس از بازگشت وقتی با سوالات امان مواجه می‌شوند شریا مسئولیت این کار را برعهده می گیرد.بعد از دیدن این فداکاری از شریا چند روز بعد مایا به دنبال او می‌رود و با تعریف کردن ماجرا از او می‌خواهد تا در آینده مادر بچه‌ها باشد.
شریا قبول می‌کند و به خانه آن‌ها می رود، کم کم بچه‌ها به او علاقه‌مند می‌شوند مایا به او می گوید گذشته این بچه‌ها با من بوده‌است ولی آینده آن‌ها با توست و در آخر وقتی مایا قصد گرفتن آخرین عکس خانوادگی پیش از مرگ را دارد از شریا هم می‌خواهد در این عکس باشد چون عضوی از خانواده آن هاست.در پایان داستان و چندین سال پس از مرگ مایا روز عروسی آلیا می‌باشد و آلیا از شریا می‌خواهد زودتر در مراسم حاضر شود چون پدر و مادر هردو باید در مراسم باشند و اینگونه او مادر این خانواده شد.